# Savoy Truffle
«Savoy Truffle» (с англ. — «Савойский трюфель») — песня The Beatles из Белого альбома.

## Содержание
Джордж Харрисон написал эту песню в честь своего друга Эрика Клэптона, обожавшего шоколад, взяв название и часть текста (описание состава конфет) c коробки шоколада фирмы Mackintosh’s. Скорее всего, большинство названий кулинарных изделий, использованных в песне, настоящие, за исключением «вишнёвых сливок» (англ. cherry cream) и «кокосовой помадки» (англ. coconut fudge). Рефрен «Но всё это придётся вытащить [изо рта] после савойского трюфеля» (англ. But you’ll have to have them all pulled out after the savoy truffle) — намёк на вынужденное удаление зубов после съедения большого количества конфет. «Savoy Truffle», как и «All You Need Is Love», «I Am the Walrus» и «Glass Onion», содержит аллюзии на другие песни The Beatles. Например, строчка «Мы все знаем про об-ла-ди-бла-да» (англ. We all know Ob-la-di-bla-da), спетая, по выражению критика Уолтера Эверетта, «злорадным тоном» — саркастическая отсылка к песне «Ob-La-Di, Ob-La-Da».

## Композиция
Мелодия «Savoy Truffle», по мнению Эверетта, по своей структуре в некоторой степени подобна «Yesterday». В ранних версиях песни бо́льшая роль отводилась партиям фортепьяно, электрогитары Fender Telecaster и саксофона.

## Запись
Песня была записана 3 октября 1968 года, 14 октября были внесены последние поправки. В записи принимали участие:
- Джордж Харрисон — вокал, гитара
- Пол Маккартни — бас-гитара
- Ринго Старр — ударная установка, тамбурин
- Крис Томас — орган, родес-пиано
- Арт Эллефсон — тенор-саксофон
- Дэнни Мосс[англ.] — тенор-саксофон
- Дерек Коллинз — тенор-саксофон
- Ронни Росс[англ.] — баритон-саксофон
- Гарри Клейн[англ.] — баритон-саксофон
- Бернард Джордж — баритон-саксофон

## Кавер-версии
- Версия Эллы Фицджеральд — сторона B сингла «I’ll Never Fall in Love Again/Savoy Truffle» (1969)
- Версия Phish из альбома Live Phish Volume 13 (1994)
- Версия They Might Be Giants из альбома Songs From the Material World: A Tribute to George Harrison (2003)[6]